# Buchhaus (Gschwend)
Buchhaus ist ein Wohnplatz in der Gemeinde Gschwend im Ostalbkreis in Baden-Württemberg.

## Beschreibung
Die kleine Ortschaft befindet sich ungefähr 700 Meter nördlich des Kerns von Gschwend. Er liegt zwischen den Gewässern Schlenkenbach im Süden und einem nördlich des Ortes entspringenden weiteren Baches, der in diesen mündet.
Buchhaus liegt naturräumlich an der Grenze des südlich liegenden Hinteren Welzheimer Waldes und dem nördlich zu den Schwäbisch-Fränkischen Waldbergen zählenden Kirnberger Wald.

## Geschichte
Der Ort wurde im 19. Jahrhundert angelegt und hieß noch 1890 „Buchhöfle“.